# Kočovce
Kočovce (allemand : Nedenholz, hongrois : Kocsóc) est un village de Slovaquie situé dans la région de Trenčín.

## Histoire
La première mention écrite du village date de 1262.

## Démographie

### Évolution de la population
| Année:               | 1994. | 2004.   | 2014.   | 2024.    |
| -------------------- | ----- | ------- | ------- | -------- |
| Nombre de personnes: | 1359  | 1399    | 1501    | 1845     |
| Différence:          |       | +2,94 % | +7,29 % | +22,91 % |

| Année:               | 2023. | 2024.   |
| -------------------- | ----- | ------- |
| Nombre de personnes: | 1795  | 1845    |
| Différence:          |       | +2,78 % |